# 톈퉁위안역
톈퉁위안역(중국어: 天通苑站)은 베이징 지하철 5호선의 철도역이다.

## 위치
톈퉁위안 역은 리탕 로(立汤路)의 서쪽에, 톈퉁베이위안1구(天通北苑一区) 및 톈퉁시위안3구(天通西苑三区)의 남쪽에 위치해 있다.

## 역사

### 5호선

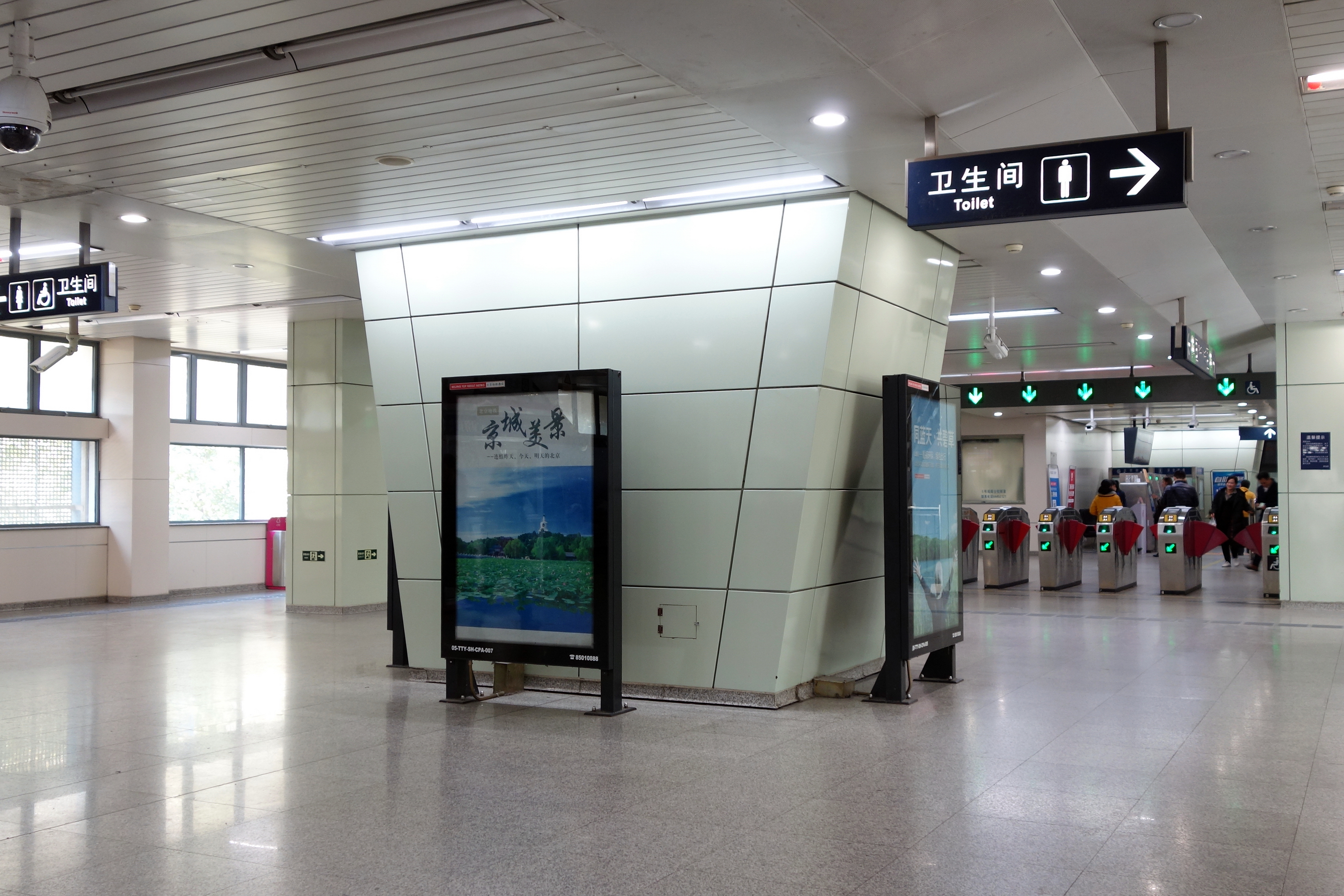
톈퉁위안역은 5호선 착공 이후 증설된 역으로, 당시 구간의 주요교각이 건설되어 있고, 대합실 내에 사다리꼴 모양의 교각기둥이 남아 있다.

톈퉁위안역은 5호선 구간이 개통될 때까지 계획에 없었다. 많은 이용객이 톈퉁위안역의 개설을 요구하기 시작했다. 2005년 8월, 기획위원회는 관련 정보를 받아 타이핑좡 북역 및 남역 사이의 “타이핑좡역(太平庄站)”의 추가를 설명하였고, 추가 역에 대해 기술적으로 문제가 없음을 알렸다. 2005년 8월 24일 《파즈 간보(法制晚报)》에서 "5호선 개통후 추가역(地铁5号线再增一站)"에서 공식적으로 "타이핑좡역"의 추가를 발표했다. 추가역에 대해, 베이징 시 정부는 7천만 위안 투자를 증가했다.

### 13A선
13A선 톈퉁위안역은 2022년 11월 14일에 착공되었다.

## 출구
역 출구는 2개가 존재한다. : A (북), B (남)

## 역 구조
텐퉁위안 역은 고가 역으로, 상대식 승강장으로 이루어져 있다.
| 2층 승강장    | 상대식 승강장, 오른쪽 출입문이 열림 | 상대식 승강장, 오른쪽 출입문이 열림   |
| 2층 승강장    | ←                                   | ■ 5호선 텐퉁위안베이 방면 (시·종착역) |
| 2층 승강장    | →                                   | ■ 5호선 쑹자좡 방면 (톈퉁위안난)      |
| 2층 승강장    | 상대식 승강장, 오른쪽 출입문이 열림 |                                       |
| 지면층 대합실 | 대합실                              | 출구, 고객 센터, 출입 게이트          |

- 톈퉁위안역 고가역사 (2018년 10월)
- 대합실(2018년 11월)
- 톈퉁위안역 승강장(2013년 10월)

## 인접역
| 베이징 지하철 5호선 | 베이징 지하철 5호선   | 베이징 지하철 5호선    |
| ------------------- | --------------------- | ---------------------- |
| 톈퉁위안베이 방면   | ■ 베이징 지하철 5호선 | 톈퉁위안난 쑹자좡 방면 |